# Megan Gaffney
Pour les articles homonymes, voir Gaffney.
Pas d'image ? Cliquez ici

a Compétitions nationales et continentales officielles uniquement.

b Matchs officiels uniquement.
Dernière mise à jour le 31 mai 2025.
Megan Gaffney, née le 3 décembre 1991 à Édimbourg (Écosse), est une joueuse internationale écossaise de rugby à XV et internationale écossaise et britannique de rugby à sept évoluant au poste d'ailière.

## Biographie
Megan Gaffney naît le 3 décembre 1991 à Édimbourg en Écosse. En 2022, elle évolue en club au Loughborough Lightning. Elle compte 44 sélections en équipe d'Écosse quand elle est retenue en septembre 2022 pour disputer la Coupe du monde en Nouvelle-Zélande.
En début d'année 2023, elle annonce mettre un terme à sa carrière internationale,.